# Альварадо (Веракрус)
Альварадо (исп. Alvarado) — город в Мексике, входит в штат Веракрус. Административный центр одноимённого муниципалитета.

## История
В доиспанские времена здесь находилось поселение Альтлисинтла. В 1518 году в эти места прибыл конкистадор Педро де Альварадо, и назвал их в свою честь. В 1563 году Хуан де Саагун построил здесь порт. Первая перепись населения зафиксировала здесь в 1609 году 20 землевладельцев и 236 негров. В конце XVIII века здесь проживало уже 330 семей, в которых в сумме насчитывалось более 1300 человек. В 1816 году испанский король даровал поселению городской статус (Villa).
В 1878 году Альварадо стал городом (Ciudad).